# Диво Даммаму
«Ди́во Дамма́му» (англ. Miracle of Dammam) — футбольний матч між молодіжними (U-20) збірними СРСР та Нігерії в рамках чвертьфіналу молодіжного чемпіонату світу 1989 року в Саудівській Аравії, який нігерійська команда виграла в серії пенальті. Матч приніс футбольний рекорд, оскільки Нігерія стала першою командою, яка відіграла чотири м'ячі та виграла матч чемпіонату світу з футболу на будь-якому рівні.

## Перебіг матчу
Матч був зіграний на стадіоні принца Мохамеда бін Фахда в Даммамі перед близько 10 000 глядачів. СРСР забив чотири голи до 58 хвилини завдяки дублю Сергія Кір'якова на 30-тій та 58-мій хвилинах та голам Бахви Тедеєва та Олега Саленка на 45-тій та 46-ті хвилинах відповідно. Але в останні 30 хвилин гри Нігерія відповіла дублем від Крістофера Огенгена на 61-й та 75-й хвилинах. Семюел Елайджа забив третій гол на 83-й хвилині, а Ндука Уґбаде завершив камбек голом головою на 84-тій хвилині, звівши основний час матчу внічию.
Після нічиї 0:0 у додатковий час нігерійська Нігерія виграла серію пенальті та зуміла пройти до наступного етапу турніру, а в підсумку стала срібним призером чемпіонату світу.

## Деталі
| 25 лютого 1989 18:00 (UCT) |

| СРСР                                     | 4:4 (д.ч.) | Нігерія                                 |
| ---------------------------------------- | ---------- | --------------------------------------- |
| Кир'яков 30' (58) Тедеєв 45' Саленко 45' | Протокол   | Огенген 61' (75) Елайджа 83' Уґбаде 84' |

| Стадіон імені принца Мохамеда бін Фахда, Ед-Даммам Глядачів: 10 000 Арбітр: Губерт Форстінгер Асистент рефері 1: Ніл Міджлі Асистент рефері 2: Чен Шенхай |

|                                      |     | Пенальті                                         |  |
| Саленко · Беженар · Касимов · Бенько | 3:5 | Огенген · Огаба · Оньємачара · Адепожу · Елайджа |  |

|  |  |

| СРСР:            |    |                      |  |     |
|                  |    |                      |  |     |
|                  | 16 | Володимир Пчельніков |  |     |
|                  | 3  | Сергій Заєць         |  |     |
|                  | 4  | Олег Табунов         |  |     |
|                  | 5  | Сергій Беженар       |  |     |
|                  | 6  | Мірджалол Касимов    |  |     |
|                  | 7  | Бахва Тедеєв         |  |     |
|                  | 8  | Валерій Попович      |  |     |
|                  | 9  | Олег Саленко         |  |     |
|                  | 10 | Андрій Тимошенко     |  | 86' |
|                  | 11 | Сергій Кир'яков 60'  |  |     |
|                  | 12 | Омарі Тетрадзе       |  |     |
| Заміни:          |    |                      |  |     |
|                  | 1  | Гінтарас Стауче      |  |     |
|                  | 2  | Олег Бенько          |  | 86' |
|                  | 13 | Олег Матвєєв         |  |     |
|                  | 14 | Аріф Асадов          |  |     |
|                  | 15 | Юрій Никифоров       |  | 60' |
|                  | 17 | Юрій Мороз           |  |     |
|                  | 18 | Віктор Онопко        |  |     |
| Головний тренер: |    |                      |  |     |
| Борис Ігнатьєв   |    |                      |  |     |

| НІГЕРІЯ:         |    |                     |      |     |
|                  |    |                     |      |     |
|                  | 1  | Ангус Ікеджі        |      | 46' |
|                  | 3  | Ндука Уґбаде        |      |     |
|                  | 4  | Крістофер Огенген   |      |     |
|                  | 5  | Семюел Елайджа      |      |     |
|                  | 7  | Оладуні Оякале      | 37'  | 61' |
|                  | 8  | Мутью Адепожу       |      |     |
|                  | 9  | Піер Оґаба          |      |     |
|                  | 10 | Мохаммед Оладімеджі | 118' |     |
|                  | 14 | Крістофер Нвосу     |      |     |
|                  | 15 | Майкл Оньємачара    |      |     |
|                  | 16 | Бава Абдуллахі      |      |     |
| Заміни:          |    |                     |      |     |
|                  | 18 | Емека Амаді         | 46'  |     |
|                  | 2  | Джимо Балоґун       |      |     |
|                  | 6  | Енеґвеа Тайво       |      |     |
|                  | 11 | Ентоні Емоедофу     |      |     |
|                  | 12 | Одіарі Чінеду       |      | 61' |
|                  | 13 | Тунде Чаріті        |      |     |
|                  | 17 | Філіп Осонду        |      |     |
| Головний тренер: |    |                     |      |     |
| Олатунде Дісу    |    |                     |      |     |

## Виноски
1. 1 2  Greatest Comeback: The Dammam Miracle VS Cape Town wonder. Vanguard Nigeria. 26 січня 2014. Архів оригіналу за 10 липня 2015. Процитовано 9 липня 2015.
2. ↑  Great Nigerian Heros. Kayode Ogundare. Complete Sports. 8 липня 2015. с. 10. {{cite web}}: Пропущений або порожній |url= (довідка)
3. ↑  Nigeria's Greatest Football Comeback: The Dammam Miracle VS Cape Town wonder. 26 січня 2014. Архів оригіналу за 4 березня 2016. Процитовано 10 липня 2015.